# George Trevelyan
George Otto Trevelyan, 2. baronet OM (ur. 20 lipca 1838 w Edynburgu, zm. 17 sierpnia 1928) – brytyjski polityk, członek Partii Liberalnej, minister w rządach Williama Ewarta Gladstone’a i lorda Rosebery’ego.

## Życiorys
Był jedynym synem sir Charlesa Trevelyana, 1. baroneta, i Hannah Macaulay, córki Zachary’ego Macaulaya. Wykształcenie odebrał w Harrow School oraz w Trinity College na Uniwersytecie Cambridge. Na studiach był przewodniczącym Cambridge Union Society. Uczelnię ukończył w 1861 r. W 1862 r. został urzędnikiem służby cywilnej w Indiach.
W 1865 r. został wybrany do Izby Gmin jako reprezentant okręgu Tynemouth and North Shields. W 1868 r. zmienił okręg na Hawick Burghs. W latach 1868–1870 był cywilnym lordem Admiralicji. W 1880 r. został parlamentarnym sekretarzem przy Admiralicji. W maju 1882 r. został członkiem gabinetu jako hłówny sekretarz Irlandii. W latach 1884–1885 był Kanclerzem Księstwa Lancaster. W lutym 1886 r. został ministrem ds. Szkocji, ale zrezygnował po miesiącu sprzeciwiając się rządowym projektom przyznania autonomii Irlandii.
Po śmierci ojca w czerwcu 1886 r. George odziedziczył tytuł 2. baroneta. W wyborach parlamentarnych 1886 r. Trevelyan utracił mandat parlamentarny. Wkrótce powrócił w szeregi Partii Liberalnej. W sierpniu 1887 r. wygrał wybory uzupełniające w okręgu Glasgow Bridgeton. W latach 1892–1895 ponownie był ministrem ds. Szkocji. W 1897 r. zrezygnował z miejsca w parlamencie i wycofał się z życia publicznego. W 1911 r. otrzymał Order Zasługi.

## Rodzina
W 1869 r. poślubił Caroline Philips, córkę Marka Philipsa. Miał z nią trzech synów:
- Charles Philips Trevelyan (28 października 1870–24 stycznia 1958), 3. baronet, polityk
- Robert Calverley Trevelyan (1872–1951), poeta
- George Macaulay Trevelyan (16 lutego 1876–21 lipca 1962), historyk

## Publikacje
- Horace, 1861
- Letters of a Competition Wallah, 1864
- Cawnpore, 1865
- The Ladies in Parliament, 1867
- The Life and Letters of Lord Macaulay, 1876
- The Early History of Charles James Fox, 1880
- History of the American Revolution, t. I-III, 1899–1905
- Interludes in Prose and Verse, 1905